# 2016-os wimbledoni teniszbajnokság
A 2016-os wimbledoni teniszbajnokság az év harmadik Grand Slam-tornája, amelyet 130. alkalommal rendeznek meg 2016. június 27. és július 10. között Londonban. A mérkőzésekre az All England Lawn Tennis and Croquet Club füves pályáin kerül sor a klub és a Nemzetközi Teniszszövetség (ITF) közös rendezésében. A versenyen elért eredmények alapján szerzett pontok beszámítanak a WTA és az ATP pontversenyébe.

## Döntők

### Férfi egyes
- Andy Murray –  Miloš Raonić, 6–4, 7–6(3), 7–6(2)

### Női egyes
- Serena Williams –  Angelique Kerber, 7–5, 6–3

### Férfi páros
- Pierre-Hugues Herbert /  Nicolas Mahut –  Julien Benneteau /  Édouard Roger-Vasselin, 6–4, 7–6(1), 6–3

### Női páros
- Serena Williams /  Venus Williams –  Babos Tímea  /  Jaroszlava Svedova, 6–3, 6–4

### Vegyes páros
- Henri Kontinen /  Heather Watson –  Robert Farah /  Anna-Lena Grönefeld  7–6(5), 6–4

### Juniorok

#### Fiú egyéni
- Denis Shapovalov –  Alex De Minaur 4–6, 6–1, 6–3

#### Lány egyéni
- Anasztaszija Potapova –  Dajana Jasztremszka 6–4, 6–3

#### Fiú páros
- Kenneth Raisma /  Sztéfanosz Cicipász –  Félix Auger-Aliassime /  Denis Shapovalov 4–6, 6–4, 6–2

#### Lány páros
- Usue Maitane Arconada /  Claire Liu –  Mariam Bolkvadze /  Caty McNally 6–2, 6–3

## Világranglistapontok
| Eredmény           | Férfi egyes | Férfi páros | Női egyes | Női páros |
| ------------------ | ----------- | ----------- | --------- | --------- |
| Győzelem           | 2000        | 2000        | 2000      | 2000      |
| Döntő              | 1200        | 1200        | 1300      | 1300      |
| Elődöntő           | 720         | 720         | 780       | 780       |
| Negyeddöntő        | 360         | 360         | 430       | 430       |
| 16 között          | 180         | 180         | 240       | 240       |
| 32 között          | 90          | 90          | 130       | 130       |
| 64 között          | 45          | 0           | 70        | 10        |
| 128 között         | 10          | –           | 10        | –         |
| Főtáblára jutás    | 25          | –           | 40        | –         |
| Selejtező (3. kör) | 16          | –           | 30        | –         |
| Selejtező (2. kör) | 8           | –           | 20        | –         |
| Selejtező (1. kör) | 0           | –           | 2         | –         |

## Pénzdíjazás
A torna teljes díjazása 2016-ban 28 100 000 angol font, amely 5%-os emelést jelent az előző évhez képest. A férfi és női egyéni győztes 2 millió angol fontot kap, 120 000 fonttal többet, mint az előző évben, de a párosok díjazása is emelkedik.
| Eredmény           | Egyes*      | Páros**                   | Vegyes páros**            |
| Győzelem           | 2 000 000 £ | 350 000 £                 | 100 000 £                 |
| Döntő              | 1 000 000 £ | 180 000 £                 | 50 000 £                  |
| Elődöntő           | 500 000 £   | 90 000 £                  | 25 000 £                  |
| Negyeddöntő        | 250 000 £   | 45 000 £                  | 12 000 £                  |
| 16 között          | 130 000 £   | 23 000 £                  | 6000 £                    |
| 32 között          | 80 000 £    | 14 000 £                  | 3000 £                    |
| 64 között          | 50 000 £    | 9500 £                    | 1500 £                    |
| 128 között         | 30 000 £    | –                         | –                         |
| Selejtező (döntő)  | 15 000 £    | *Nemenként **Csapatonként | *Nemenként **Csapatonként |
| Selejtező (2. kör) | 7500 £      | *Nemenként **Csapatonként | *Nemenként **Csapatonként |
| Selejtező (1. kör) | 4000 £      | *Nemenként **Csapatonként | *Nemenként **Csapatonként |